# ملتويات رباعية
ملتويات رباعية (الاسم العلمي: Tetracampidae)، فصيلة صغيرة من دبابير الطفيلية من الفصيلة العليا الشخدبيات. إنها حشرات طفيلية عاشبة، وخاصة الذباب. أنواعها 44 ضمن 15 جنسًا غائبة تمامًا تقريبًا عن العالم الجديد.